# جلال بايار
محمود جلال الدين بايار (بالتركية: Mahmut Celal Bayar) (ولد في قرية أوموربي Umurbey في مقاطعة بورصة في 16 مايو 1883 - توفي في إسطنبول في 22 أغسطس 1986) سياسي تركي ورجل دولة كان الرئيس الثالث للجمهورية التركية 1950 - 1960. بدأ حياته السياسية نائبا في البرلمان العثماني عام 1919 ثم نائبا في البرلمان التركي عام 1923 ، فوزيرا للاقتصاد ثم رئيسا للوزراء في عهد أتاتورك ثم في عهد عصمت إينونو . انتهت رئاسته للجمهورية بانقلاب عسكري عام 1960 . حاكمه الانقلابيون وحكموه بالاعدام ثم خفف الحكم إلى السجن مدى الحياة . أُطلق سراحه في عام 1964 لظروفه الصحية.

## النشأة
ولد في قرية أموربي في عام 1883، وهي قرية قريبة من مدينة جيملك الواقعة على بحر مرمرة في مقاطعة بورصة. وكان أبوه الذي درس العلوم الدينية وعمل مدرساً قد هاجر من مدينة لوم في بلغاريا.
درس المالية والاقتصاد في مدرسة يهودية فرنسية. وبعد أن أتم جلال تعليمه في المدرسة، عمل كاتبا أول في محكمة جيملك، ثم عمل في البنك الزراعي، الذي يعد أكبر البنوك في تركيا حاليا. ثم عمل في مصرف الشرق الألماني Deutsche Orient bank في بورصة.

## العمل السياسي
وفي عام 1908 انضم إلى "لجنة الاتحاد والترقي"، وهي منظمة كانت تضم الشباب التركي الوطني، وأصبح من أعضائها البارزين. وعمل أمينا عاما للفرع الجديد للمنظمة في إزمير، وكانت من ضمن مساهماته إنشاء كلية للفتيات ومحطة للسكة الحديد.
وفي عام 1919 اختير بايار نائبا في البرلمان العثماني في إسطنبول، عن مدينة ساروهان (مانيسا حاليا). وحين قام السلطان العثماني بتعديل الدستور رأى فيه عملا غير وطني، ثم رحل في عام 1920 إلى أنقرة ليلتحق بمصطفى كمال أتاتورك في حركة الاستقلال التركية. ثم أصبح عضوا بارزا في "منظمة الدفاع عن حقوق الأناضول وروميليا"، وهي منظمة سياسية أخرى أسست بعد الحرب العالمية الأولى.
ثم أصبح نائبا عن بورصة في الجمعية الوطنية التركية الكبرى الحديثة التأسيس. وفي نفس السنة شغل منصب نائب وزير الاقتصاد، ثم عين وزيرا للاقتصاد في 27 فبراير 1921. وفي عام 1922 اشترك بايار في الوفد التركي أثناء مؤتمر لوزان للسلام ، بصفته مستشاراً لعصمت إينونو.
وفي الانتخابات التي أجريت في عام 1923، انتخب بايار نائبا عن إزمير في البرلمان التركي. وفي 26 أغسطس 1924 أسس بايار أول بنك تركي وطني في أنقرة وأصبح مديره حتى عام 1932.
وفي 25 أكتوبر 1937 عينه مصطفى كمال أتاتورك رئيسا للوزراء في الوزارة التاسعة، بعد أن استقال منها عصمت إينونو. وظل في منصبه حتى وفاة أتاتورك وبقي في منصبه بعد تولي عصمت إينونو رئاسة الجمهورية في عام 1938. ثم استقال من منصبه في 25 يناير 1939 بعد تفاقم الخلافات في وجهات النظر بينه وبين عصمت إينونو.
كان عضوا في حزب الشعب الجمهوري وظل فيه حتى عام 1945. ثم أسس في 27 يناير 1946 الحزب الديمقراطي وهو حزب يميني معتدل، اشترك معه في تأسيسه عدنان مندريس ومحمد فؤاد كوبريلي ورفيق كورالتان. وربح الحزب الجديد في الانتخابات العامة التي أجريت في 14 مايو 1950، بأغلبية بلغت 408 من 487 مقعدا في البرلمان. فانتخب البرلمان بايار- رئيس الحزب الديمقراطي- ليكون رئيسا للجمهورية التركية.
ثم أعيد انتخابه في عامي 1954 و 1957،, فظل في كرسي الرئاسة مدة عشر سنوات من 1950 حتى 1960، وكان معه عدنان مندريس رئيسا للوزراء طيلة هذه الفترة.

## الانقلاب على السلطة
وفي 27 مايو 1960 قام الجيش بانقلاب عسكري، وأرسل جلال بايار وعدنان مندريس وبعضاً من أعضاء الحكومة والحزب إلى محكمة عسكرية على جزيرة ياسيادا Yassiada الصغيرة في بحر مرمرة، وفي 10 يونيو من نفس العام وجهت إليه وإلى خمسة عشر عضواً آخرين في الحزب تهمة انتهاك الدستور وحكمت عليهم محكمة العدل العليا بالإعدام في 15 سبتمبر 1961. لكن اللجنة العسكرية الحاكمة ثبتت حكم الإعدام لمندريس وفطين رشدي زورلو وحسن بولاتكان وخففت عقوبة الإعدام لبايار واثني عشر عضواً إلى عقوبة السجن مدى الحياة. وأرسل بايار إلى السجن في كايسيري، لكن أطلق سراحه في 7 نوفمبر 1964 بسبب مرضه الشديد.

## العفو عنه ورد الاعتبار
وفي عام 1966 تم إعلان العفو الرسمي عنه، وأعيدت إليه كامل حقوقه السياسية في عام 1974، لكنه رفض دعوة بأن يصبح عضواً في مجلس الشيوخ التركي مدى الحياة لأنه كان يرى أن لا أحد يستحق هذا المنصب إلا إذا كان منتخبا من الشعب التركي.

## وفاته
وفي 22 أغسطس 1986 مات محمود جلال بايار عن عمر يناهز 103 عاما، وكان أبا لثلاثة من الأبناء. وكان بايار بذلك السياسي الأطول عمرا في العالم، لكنه صار الثاني بعد وفاة السياسي الهولندي جوس فان ناترس (بالهولندية: Jonkheer Marinus van der Goes van Naters) (21 ديسمبر 1900 - 12 فبراير 2005)عن عمر يناهز 104 عاما.

## تكريمه
منحته جامعة برلين الحرة درجة الدكتوراه الشرفية في عام 1958، وأطلق اسمه على جامعة في مدينة مانيسا أنشئت في عام 1992.

## وصلات خارجية
- جلال بايار على موقع الموسوعة البريطانية (الإنجليزية)
- جلال بايار على موقع مونزينجر (الألمانية)
- جلال بايار على موقع إن إن دي بي (الإنجليزية)